# Système pénitentiaire en Belgique
Pour les autres articles nationaux ou selon les autres juridictions, voir Administration pénitentiaire.

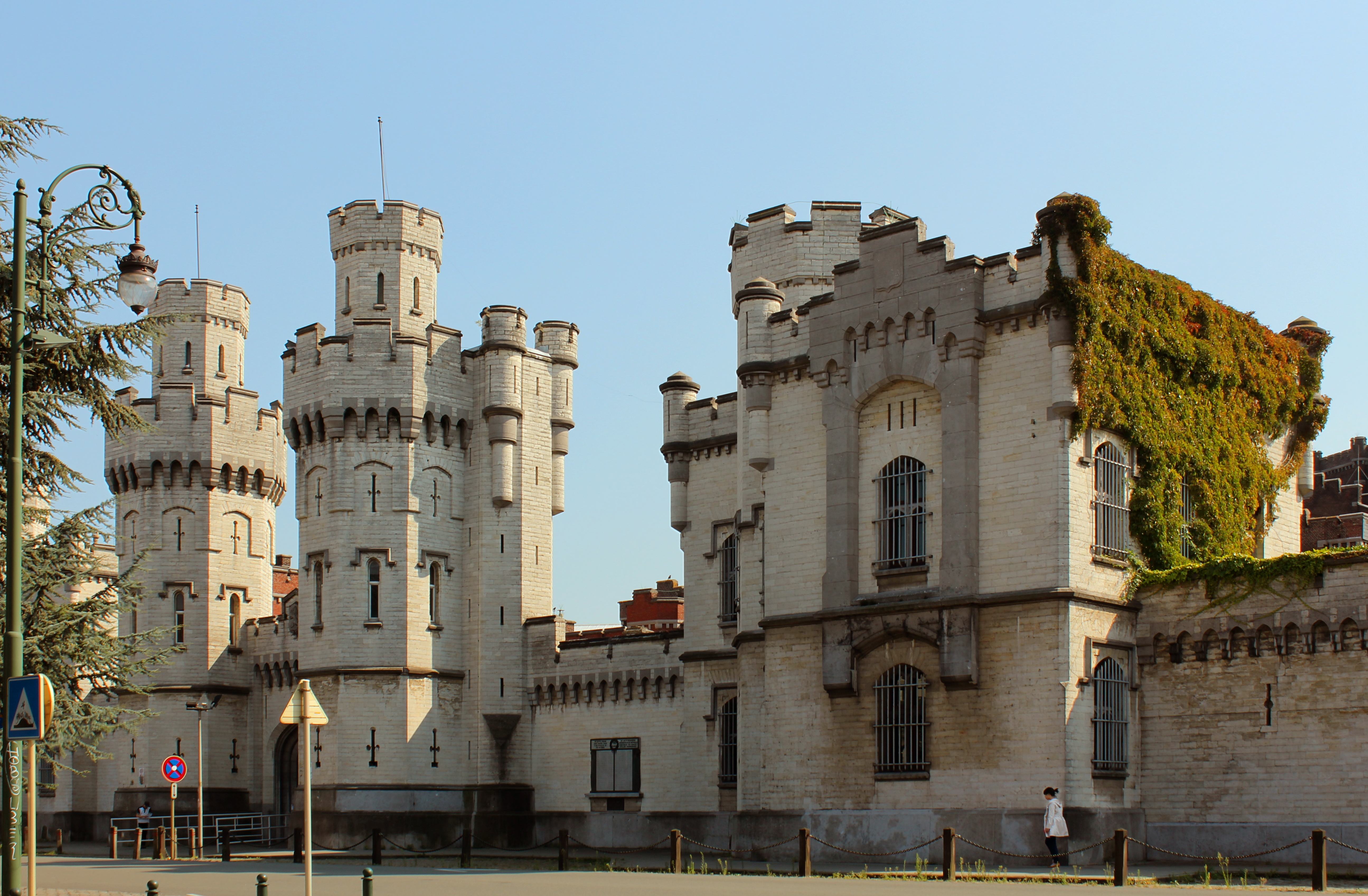
La prison de Saint-Gilles, près de Bruxelles.

Cet article fournit diverses informations sur le système pénitentiaire en Belgique.

## Origine et évolution

### De la Belgique indépendante à la première guerre mondiale (1830 - 1914)
Le premier centre pénitentiaire en Belgique était la prison de Gand, également connue sous le nom de Maison de Force de Gand. Elle a été construite en 1772, bien avant la période mentionnée de 1830 à 1914, mais elle est considérée comme l'un des premiers établissements pénitentiaires modernes du pays.
Prison de Gand
La prison de Gand était un établissement modèle qui visait à réformer les détenus par le travail et la discipline. Elle mettait l'accent sur la séparation des détenus et l'application de règles strictes. Les prisonniers étaient soumis à des travaux forcés, notamment dans des ateliers de tissage et de filature. Au fur et à mesure que le système pénitentiaire belge évoluait, de nouveaux centres pénitentiaires ont été construits dans d'autres régions du pays pour répondre aux besoins croissants.
Des prisons telles que la prison de Saint-Gilles à Bruxelles (1884) et la prison de Lantin à Liège (1899) sont quelques exemples de centres pénitentiaires construits ultérieurement.
Ces nouvelles prisons ont souvent intégré des principes réformistes, tels que l'isolement cellulaire, le travail et l'éducation en tant que moyens de réhabilitation des détenus. Cependant, il est important de noter que la prison de Gand est considérée comme l'un des premiers centres pénitentiaires en Belgique, marquant le début d'une évolution dans l'approche pénitentiaire du pays.
Après l'indépendance de la Belgique en 1830, un changement politique s'est produit dans le système pénitentiaire du pays. Avant cette période, la Belgique faisait partie du royaume uni des Pays-Bas, et son système pénal était largement influencé par le code pénal français de 1810, connu sous le nom de Code Napoléon.

#### Indépendance de la Belgique
Avec l'indépendance, la Belgique a adopté son propre code pénal en 1831, qui a établi les infractions criminelles et les peines correspondantes. Ce code pénal belge reflétait les valeurs et les aspirations de la nouvelle nation, tout en s'éloignant des principes pénitentiaires du Code Napoléon.
Le système pénitentiaire belge après l'indépendance a cherché à se concentrer davantage sur la réhabilitation et la réintégration des détenus, plutôt que sur la simple rétribution et la punition. Des réformes ont été entreprises pour améliorer les conditions de détention et introduire des mesures visant à favoriser la réhabilitation.
Par exemple, à partir des années 1850, des efforts ont été faits pour séparer les détenus selon la nature de leurs crimes, afin de mieux répondre à leurs besoins spécifiques. En outre, des programmes de travail et d'éducation ont été introduits en prison pour préparer les détenus à une réinsertion sociale après leur libération. L'abolition progressive de la peine de mort est également un aspect notable du changement politique dans le système pénitentiaire belge. En 1863, la peine de mort a été abolie pour les crimes politiques en Belgique, et en 1870, elle a été abolie pour tous les crimes civils.
Ces changements politiques ont reflété une volonté de s'éloigner d'une approche strictement rétributive du système pénal et d'adopter des mesures plus humanitaires et réformatrices. Cependant, il est important de noter que ces réformes se sont produites progressivement tout au long de la période, et que des défis tels que la surpopulation carcérale ont persisté malgré les efforts de réforme.

#### Personnages emblématiques
1. Edouard Ducpétiaux(1804-1868) : Ducpétiaux, un philanthrope belge et juriste de renom, a joué un rôle central dans la réforme du système pénitentiaire en Belgique. En tant que directeur général de l'Administration centrale des prisons, il a initié des réformes visant à améliorer les conditions de détention et à promouvoir la réhabilitation des détenus. Ducpétiaux est souvent considéré comme le père de la réforme pénitentiaire en Belgique.
2. Jules Lejeune (1850-1928) : Homme politique belge et ancien ministre de la Justice de 1899 à 1907, Lejeune a joué un rôle déterminant dans la modernisation du système pénitentiaire en Belgique. Son projet de loi de 1890 visant à établir des asiles spéciaux pour les aliénés condamnés ou dangereux a mis en lumière l'importance de prendre en compte les problématiques de santé mentale dans le système pénal. Bien que son projet ait été rejeté, Lejeune a contribué à sensibiliser l'opinion publique à ces questions.
3. Auguste Beernaert (1829-1912) : Beernaert, homme politique belge, a occupé le poste de ministre de la Justice de 1884 à 1894. Sous sa direction, des réformes significatives ont été entreprises pour améliorer les conditions de détention et favoriser la réinsertion sociale des détenus. Beernaert a joué un rôle essentiel dans l'évolution du système pénitentiaire en Belgique, en mettant l'accent sur l'humanisation des prisons et sur une approche plus juste et équilibrée de la justice pénale.
4. Émile Vandervelde (1866-1938) : Vandervelde, homme politique et syndicaliste belge de renom, a principalement été reconnu pour son engagement dans le mouvement ouvrier et socialiste. Toutefois, en tant que ministre des Sciences et des Arts de 1914 à 1918, il a également contribué aux réformes du système pénitentiaire. Vandervelde a soutenu des mesures visant à promouvoir une justice pénale plus équitable, en prenant en considération les besoins des détenus et en cherchant à améliorer leur réhabilitation.

### Période de guerres (1914 - 1970)

#### La théorie de la défense sociale
Adolphe Prins, inspecteur général des prisons en 1884, se trouve en opposition avec le système carcéral élaboré par Édouard Ducpétiaux. Il défend la théorie de la défense sociale qui soutient que le droit pénal est d’abord axé sur la protection de la société. Sous son impulsion, le ministre de la Justice Émile Vandervelde propose le 20 juin 1920 un projet de loi au Roi qui vise à la création du Conseil supérieur des prisons. Un peu moins d’un mois plus tôt, le 30 mai 1920, un arrêté royal permettait la création d’un service anthropologique dans toutes les prisons et étendait ses fonctions.  
Le 15 février 1921, un service central du travail dépendant du ministre de la Justice est créé par arrêté royal. Ce service a alors pour fonction d’organiser et inspecter le travail des détenus d’un point de vue aussi bien éducatif que productif.  
La loi de défense sociale du 9 avril 1930 marque un tournant dans l’histoire carcérale belge. Alors que le Code pénal est basé sur l’idée que l’homme est « doué de raison et de libre-arbitre », les peines étant donc des mesures punitives, les personnes considérées comme démentes ou anormales sont catégorisées comme irresponsables et doivent bénéficier de mesures d’éloignement de la société mais aussi de soin et de traitements. L’adoption de la loi permet une prise en charge spécifique de ceux appelés aliénés délinquants, et les fait entrer dans le système de défense sociale, ce qui évite d’avoir à les punir - mesure perçue comme inutile au vu de leur irresponsabilité pénale - mais permet un éloignement de la société des individus dangereux.   

#### Fin de la Seconde Guerre mondiale et nouvelle défense sociale
La fin de la Seconde Guerre mondiale marque la répression des « infractions contre la sûreté extérieure de l’État ». Les délinquants de ce type sont appelés détenus administratifs, et leur nombre fait exploser la population carcérale (52 000 « inciviques » pour 59 000 détenus au total). Ces détenus administratifs contribuent à instituer un régime plus souple : créations d’annexes psychiatriques, de prisons écoles, de prisons usines, etc. dans une logique d’assistance, de traitement et de soin envers les délinquants, « membres malades » du groupe social.  
C’est également à cette période qu’apparaît la doctrine de la nouvelle défense sociale, qui reconnait le libre-arbitre des individus et considère la peine comme un moyen de rééducation et réhabilitation du condamné. Le 1er juillet 1964, une nouvelle loi de défense sociale est adoptée et vient remplacer celle du 9 avril 1930.  

#### Réforme du règlement général des prisons des années 60
Le 21 mai 1965, un arrêté royal est adopté réformant le règlement général des prisons. Il raffermit des principes survenus depuis la fin de la Seconde guerre mondiale et réorganise ainsi l’accès des détenus à l’éducation, à un travail rémunéré, à une assistance médicale, et à des loisirs. Il aborde également les sujets du personnel, des différents types d’établissements existants, et des institutions mises en place concernant le système pénitentiaire telles que le service d’anthropologie pénitentiaire ou le Conseil supérieur des prisons.

### De la Belgique fédérale à nos jours (1970 - )

#### Les crises pénitentiaires de la fin des années 60
À la fin des années 1960, énormément de critiques sur le traitement des adultes et les prisons font surface, menant à deux options : réforme ou abolition de la prison. Ces dernières mèneront à une crise pénitentiaire dont la première révolte a lieu le 27 juillet 1969, dans la prison de Mons.
Ces mouvements de détenus se propageront dans l’ensemble des prisons du pays, motivés par quatre grand types de motivation : amélioration des conditions de détention, démocratisation de la vie carcérale, aide à la resocialisation et augmentation des possibilités de libération anticipée.
Ces révoltes seront un échec dans un premier temps. Aucun changement notable n'est observé, expliqué par l’apparition « d’une situation anomique créée par le fossé entre les buts (discours partagé par l’administration et les détenus) et les moyens (les pratiques pénitentiaires)».

#### Le changement du régime pénitentiaire durant les années 80
Dès le début des années 1980, un changement du régime pénitentiaire est observé, dans le but de « réduire les différences par rapport à la vie en liberté et reconnaître aux détenus des droits compatibles avec l’exécution de leurs peines».
On peut notamment citer la possibilité d’affiliation à toute organisation, le droit au mariage, la possibilité de suivre des cours, l’accès au téléphone ou encore les visites sans surveillance.
Avec la mise en place du système fédéral en Belgique, les réformes de 1980 confient aux communautés la compétence de l’aide sociale aux détenus en vue de leur réinsertion.
En 1987, les Règles pénitentiaires européennes viennent réaffirmer le respect des droits des détenus.
Cependant, malgré ces avancées, la dégradation des conditions en prison continue dans les années 1980 et 1990 tant au niveau des infrastructures qu’au niveau du personnel pénitentiaire. En 30 ans, la population carcérale a doublé, entrainant une situation de surpopulation.
De nombreux organes de contrôle nationaux et internationaux, tel que le Comité européen de prévention de la torture et des traitements inhumains et dégradants et le Comité des droits de l’homme de l’ONU, soulignent l’urgence de changer le système pénitentiaire en place.

#### Fin des années 90: le début d'une prise de conscience
En 1996, une note d’orientation est déposée au parlement par le ministre de la Justice en fonction (Stefaan De Clerck), basée sur des « considérations d’efficacités et éthiques qui conduisent à douter de la fonction dissuasive ou neutralisante de la privation de liberté et à remettre en cause l’approche de la peine en termes punitifs et répressifs ». Ce dernier charge un professeur de la KUL, Lieven Dupont, de réfléchir à avant-projet de loi établissant les principes relatifs à l’administration pénitentiaire.
La même année éclate l’affaire Dutroux, qui empêchera cette note d’être discutée au parlement. Cette affaire aura pour conséquence une augmentation de la population carcérale en raison du climat de peur entraînant la multiplication de réformes durcissant la réaction pénale. Monsieur Dupont continuera malgré tout la mission qui lui a été confiée. Cette dernière aboutit le 3 décembre 2004 à l’adoption de la loi de principes concernant l’administration des établissements pénitentiaires et le statut juridique des détenus. Cinq principes y sont mis en avant : punition, réparation, réinsertion, réhabilitation et participation.
Cette loi, basée sur des idées anciennes issues entre autres du Conseil de l’Europe et des Nations Unies, répond  aux dysfonctionnements du système mis en place survenus à la suite de l'affaire Dutroux.
Cependant, l’entrée en vigueur de cette dernière connaîtra des difficultés, divisée en deux temps : premièrement par l’arrêté royal du 28 décembre 2006 (concernant les principes fondamentaux et l’ordre à la sécurité et au recours à la coercition) puis dans deux arrêtés royaux du 8 avril 2011 (dispositions relatives aux prisons tel qu’un règlement d’ordre intérieur et aux conditions de vie).
Actuellement, la Belgique compte 37 prisons sur son territoire. Ces dernières sont gérées par la Direction générale des établissements pénitentiaires dont la mission est « d'exécuter les peines d'une manière correcte, sûre et humaine et d'aider les détenus à bien se préparer pour se réinsérer dans la société rapidement».
Dans son dernier rapport annuel, le Conseil central de surveillance pénitentiaire dénonce à nouveau l’état déplorable des prisons ainsi que l’état continuel de surpopulation.

## Classifications
On parle parfois de prisons comme de « maisons d'arrêt » et de « maisons de peines ». Les maisons d'arrêt sont les prisons destinées aux personnes qui ne sont pas encore condamnées et qui sont en détention préventive. Les maisons de peine sont les prisons pour les condamnés.

### Prison classique

#### Prison fermées
Les prisons fermées disposent de tous les moyens de surveillance et des équipements de sécurité nécessaires, comme un mur d'enceinte, des barreaux, des mesures de sécurité, etc. La liberté des détenus y est très limitée et ces derniers passent la plupart de leur temps en cellule.

#### Prison ouvertes ou semi-ouvertes
Les mesures de sécurité y sont moins strictes. Les détenus qui y séjournent acceptent volontairement le régime carcéral. Souvent, les détenus travaillent à l’intérieur ou à l’extérieur de la prison pendant la journée.
La plupart de ces prisons disposent d'une offre accrue en matière de travail et de formation, usant par exemple de larges espaces verts pour l'agriculture, l'horticulture ou l'élevage ; c'est le cas des Centres pénitentiaires écoles (CPE).

#### Village pénitentiaire
Les villages pénitentiaire, comme la prison de Haren, se composent de multiples bâtiments, dotés chacun d'une fonction propre. Il existe des quartiers ouverts et des quartiers plus sécurisés. Les détenus vivent en petits groupes afin de favoriser la vie en communauté et l'autonomie.

#### Établissement destiné à la protection de la société
La prison de Paifve est le seul établissement destiné à la protection de la société. Il n'héberge que des internés. Ce sont des personnes atteintes de troubles psychiatriques qui ont commis un acte criminel.

#### Maison de détention et de transition
Il existe également des maisons de détention et des maisons de transition. Il s'agit de deux établissements de petite taille où les détenus vivent en groupe et travaillent activement à leur réinsertion, tout en étant soumis à un accompagnement intensif. Tout est fait pour que les occupants reprennent leur vie en main et ne retombent pas dans la criminalité après leur libération.
Une maison de détention accueille les condamnés à de courtes peines (l’exécution des peines de prison ≤3 ans en détention). Il s'agit de personnes à faible risque de sécurité, sélectionnées sur la base de critères stricts. Seules les personnes prêtes à changer leur vie et à travailler sur leur avenir sont acceptées. Les auteurs de violences sexuelles ou les personnes condamnées pour terrorisme sont exclus.
Une maison de transition accueille des condamnés qui sont transférés d'une prison classique pour y purger la dernière partie de leur peine.
Pour les maisons de détention, l'accent est mis sur le maintien du lien avec la société et pour les maisons de transitions sur la reconstruction de ce lien.

### Tableau synoptique
- MP : Maison de peines
- MA : Maison d'arrêt
- CPA : Centre pénitentiaire agricole
- CPE : Centre pénitentiaire école
- EDS : Établissement de défense sociale

| Établissement                              | Localité               | Type          | Date d'ouverture       | Capacité totale | Capacité féminine |
| ------------------------------------------ | ---------------------- | ------------- | ---------------------- | --------------- | ----------------- |
| Région de Bruxelles-Capitale               |                        |               |                        |                 |                   |
| Prison de Forest-Berkendael                | Bruxelles              |               |                        |                 |                   |
| - Prison/Site de Forest                    | Bruxelles              | MA            | 1910                   | 405             |                   |
| - Prison/Site de Berkendael                | Bruxelles              | MA            | 1910                   | 64              | 64                |
| Prison de Saint-Gilles                     | Saint-Gilles           | MA            | 1884                   | 528             |                   |
| Total                                      | Total                  | Total         | Total                  | 997             | 64                |
| Région flamande                            |                        |               |                        |                 |                   |
| Prison d'Anvers                            | Anvers                 | MA            | 1855                   | 439             | 48                |
| Prison d'Audenarde                         | Audenarde              | MA + MP       | 19221936 (réouverture) | 132             |                   |
| Prison de Beveren                          | Beveren                |               | mars 2014              | 312             |                   |
| Complexe pénitentiaire de Bruges           | Bruges                 | MA + MP       | 1991                   | 632             | 94                |
| Prison de Gand                             | Gand                   | MA + MP       | 1862                   | 283             | 39                |
| Prison de Hasselt                          | Hasselt                | MA + MP       | 2005                   | 450             | 30                |
| Centre pénitentiaire école de Hoogstraten  | Hoogstraten            | CPE           | 1931                   | 155             |                   |
| Prison centrale de Louvain                 | Louvain                | MP            | 1860                   | 315             |                   |
| Prison de Louvain secondaire               | Louvain                | MA            | 1869                   | 149             |                   |
| Prison de Malines                          | Malines                | MA + MP       | 1874                   | 172             |                   |
| Prison de Merksplas                        | Merksplas              | Semi-ouvert   |                        | 694             |                   |
| Centre pénitentiaire agricole de Ruiselede | Ruiselede              | CPA           | 1849                   | 48              |                   |
| Prison de Termonde                         | Termonde               | MA + MP       | 1863                   | 168             |                   |
| Prison de Tongres                          | Tongres                |               | novembre 2009          |                 |                   |
| Prison de Turnhout                         | Turnhout               | MA + MP       | 1908                   | 140             |                   |
| Prison de Wortel                           | Hoogstraten            | MP            |                        | 150             |                   |
| Prison d'Ypres                             | Ypres                  | MA            | 1876                   | 67              |                   |
| Total                                      | Total                  | Total         | Total                  | 4306            | 211               |
| Région wallone                             |                        |               |                        |                 |                   |
| Prison d'Andenne                           | Andenne                | MP            | 1997                   | 400             |                   |
| Prison d'Arlon                             | Arlon                  | MA + MP       | 1867                   | 111             |                   |
| Prison de Dinant                           | Dinant                 | MA + MP       |                        | 32              |                   |
| Prison de Huy                              | Huy                    | MA + MP       | 1871                   | 64              |                   |
| Prison d'Ittre                             | Ittre                  | MP            | 2002                   | 420             |                   |
| Prison de Jamioulx                         | Ham-sur-Heure-Nalinnes | MA + MP       | 1975                   | 267             |                   |
| Prison de Lantin                           | Juprelle               | MA + MP       |                        | 694             | 61                |
| Prison de Leuze-en-Hainaut                 | Leuze-en-Hainaut       |               | mai 2014               | 312             | 12                |
| Prison de Marche-en-Famenne                | Marche-en-Famenne      | MA + MP       | novembre 2013          | 311             | 11                |
| Centre pénitentiaire école de Marneffe     | Burdinne               | CPE           | XIXe siècle            | 131             |                   |
| Prison de Mons                             | Mons                   | MA + MP       | 1870                   | 319             | 27                |
| Prison de Namur                            | Namur                  | MA + MP       | 1874                   | 140             | 20                |
| Prison de Nivelles                         | Nivelles               | MA + MP       | 1908                   | 192             |                   |
| Établissement de défense sociale de Paifve | Juprelle               | EDS           | 1972                   | 170             |                   |
| Centre de détention de Saint-Hubert        | Saint-Hubert           | Ouvert        | 1972                   | 282             |                   |
| Prison de Tournai                          | Tournai                | MA + MP + EDS | 1868                   | 202             |                   |
| Total                                      | Total                  | Total         | Total                  | 4047            | 131               |

| Établissement                | Localité | Type | Année de fermeture | Année de démolition |
| ---------------------------- | -------- | ---- | ------------------ | ------------------- |
| Région de Bruxelles-Capitale |          |      |                    |                     |
|                              |          |      |                    |                     |
| Région flamande              |          |      |                    |                     |
|                              |          |      |                    |                     |
| Région wallone               |          |      |                    |                     |
| Prison de Verviers           | Verviers |      | 2013               | 2017                |

## Régime pénitentiaire
Le statut interne concerne les relations entre le détenu et l'établissement pénitentiaire ou le système en lui-même alors que le statut externe régit les liens entre la personne incarcérée et l'extérieur, la société dans son ensemble.
Le statut interne est réglé par la Loi de principes du 12 janvier 2005 concernant l'administration des établissements pénitentiaires ainsi que le statut juridique des détenus ("loi de principe") alors que le statut externe est régi par la loi du 17 mai 2006 relative au statut externe des personnes condamnées à une peine privative de liberté et aux droits reconnus à la victime dans le cadre des modalités d'exécution de la peine ("loi sur le statut externe").

### Statut interne

#### Principes fondamentaux
Respect de la dignité humaine
La loi de principe détermine les grandes lignes du régime de détention, précisant ainsi que l’exécution de la peine d'emprisonnement s’effectue "dans des conditions psychosociales, physiques et matérielles qui respectent la dignité humaine, permettent de préserver ou d’accroître
chez le détenu le respect de soi et sollicitent son sens des responsabilités personnelles et sociales", ce tout en restant attentif à la sauvegarde de l'ordre et de la sécurité.
Préservation des droits du détenu et limitation des effets préjudiciables de la peine
"Le détenu n’est soumis à aucune limitation de ses droits politiques, civils, sociaux, économiques ou culturels autre que les limitations qui découlent de sa condamnation pénale ou de la mesure privative de liberté, celles qui sont indissociables de la privation de liberté et celles qui sont déterminées par ou en vertu de la loi."
La peine d'emprisonnement ne doit donc dorénavant consister qu'en une privation de liberté, des droits tels la liberté d'expression, le maintien des relations familiales ou de liberté de culte ne peuvent donc être limités par le simple prononcé de la peine de prison.
Détention axée sur la réinsertion
Le but de la peine d'emprisonnement est désormais clairement défini : l'exécution de la peine doit être axée sur la réparation du tort causé aux victimes, sur la réhabilitation du condamné et sur la préparation de sa réinsertion dans la société.
Séparation des inculpés et des condamnés
Sauf lorsqu'un inculpé marque son accord par écrit, il ne peut être mis en présence de condamné, étant jusqu'à preuve du contraire présumé innocent. Il doit de même bénéficier de toutes les facilités compatibles avec l'ordre et la sécurité de l'établissement où il est détenu, notamment en ce qui concerne ses droits de se défendre en Justice.